# Couvent Sainte-Agathe

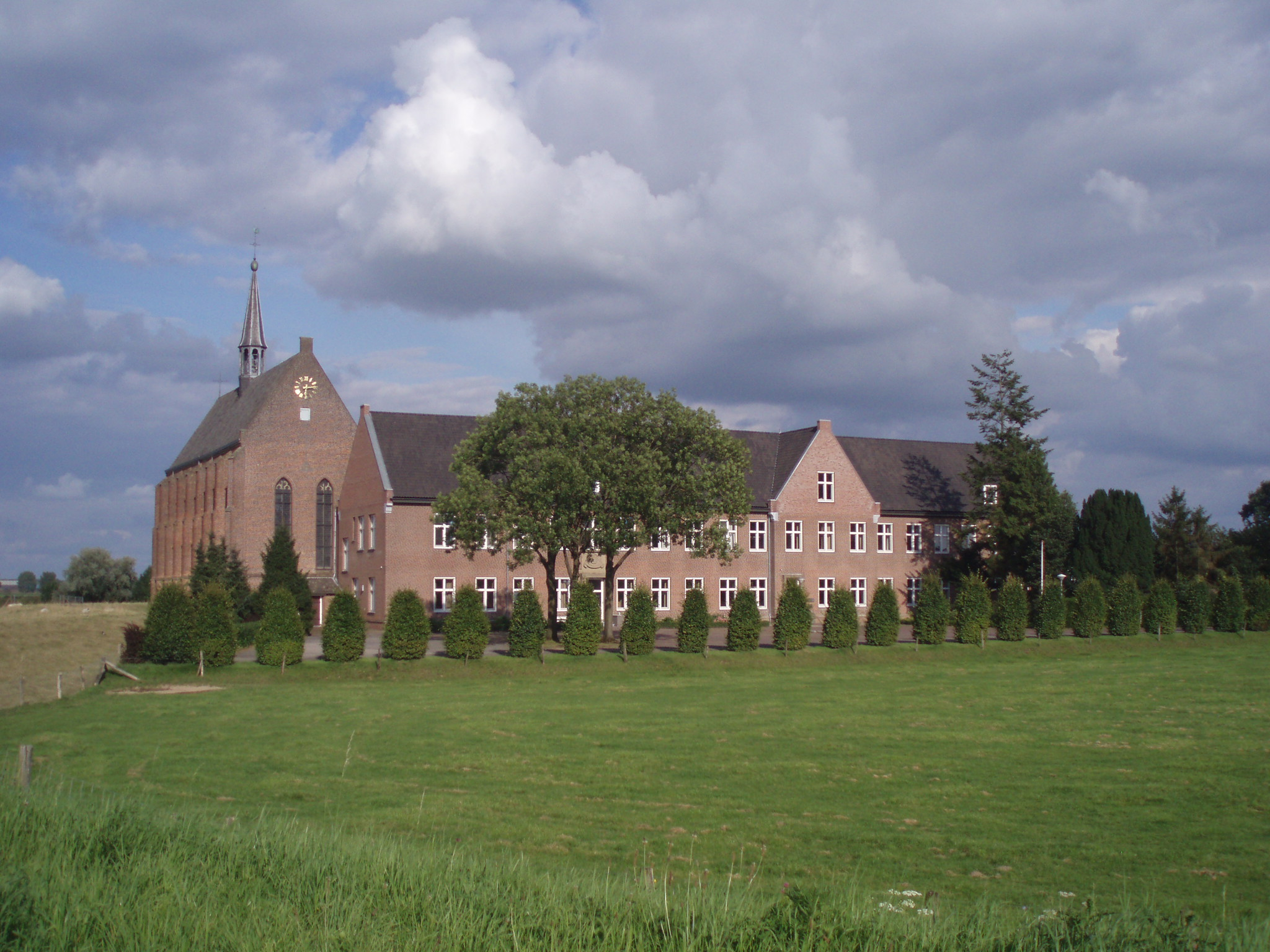
Vue du couvent

Le couvent Sainte-Agathe (en néerlandais : Sint-Agathaklooster, Klooster Sint-Aegten ou Kruisherenklooster) est un couvent situé au village de Sainte-Agathe aux Pays-Bas. C'est la maison-mère des chanoines réguliers de la Sainte-Croix, dits aussi « croisiers ». Il est placé sous le patronage de sainte Agathe.

## Historique

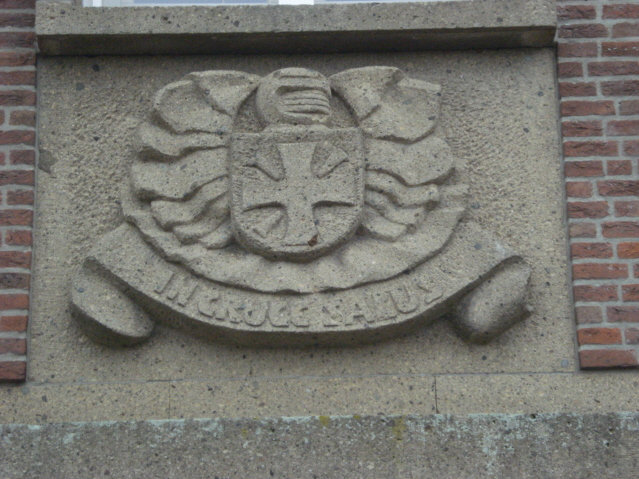
Blason des chanoines à Sainte-Agathe

Le seigneur Jean de Cuijk fonde en 1315 une chapelle dédiée à sainte Agathe qui donne peu après son nom au village. Son descendant, Jean IV de Cuijk, fait venir en 1371 les chanoines de la Sainte-Croix de Leerdam, afin de défricher les marais, de s'occuper des pauvres et d'ouvrir une école de grammaire (schola latine). Leur couvent est terminé en 1378 et une nouvelle chapelle conventuelle au XVe siècle en style gothique tardif.
Les troupes espagnoles occupent et saccagent le couvent en 1580 pendant la Guerre de Quatre-Vingts Ans. Les chanoines ne reviennent que trente ans plus tard et restaurent leur couvent qu'ils entourent d'un mur, tandis qu'ils agrandissent leur chapelle. Mais en 1648, Guillaume II d'Orange, qui est protestant, fait fermer le couvent et les chanoines trouvent refuge à Middelaar. C'est grâce à la protection de Maurice de Nassau, qui est catholique, qu'ils peuvent retrouver leur couvent en 1653, mais il souffre d'un incendie en 1732. Ils ouvrent un siècle plus tard une école latine dans un nouveau bâtiment attenant en 1776, pour former les garçons des villages environnants et de futurs missionnaires de campagne.
Cependant la Révolution française enflamme également la région et les couvents sont fermés pendant l'occupation française. Une république batave est créée, puis le royaume des Pays-Bas qui ne donne pas les mêmes droits aux catholiques, devenus sujets de seconde zone. L'ordre périclite. En 1840, il n'y a plus que trois chanoines au couvent (et deux autres à Uden), le roi ayant interdit aux ordres et aux congrégations de prendre des novices, ce qui signifiait leur fin.

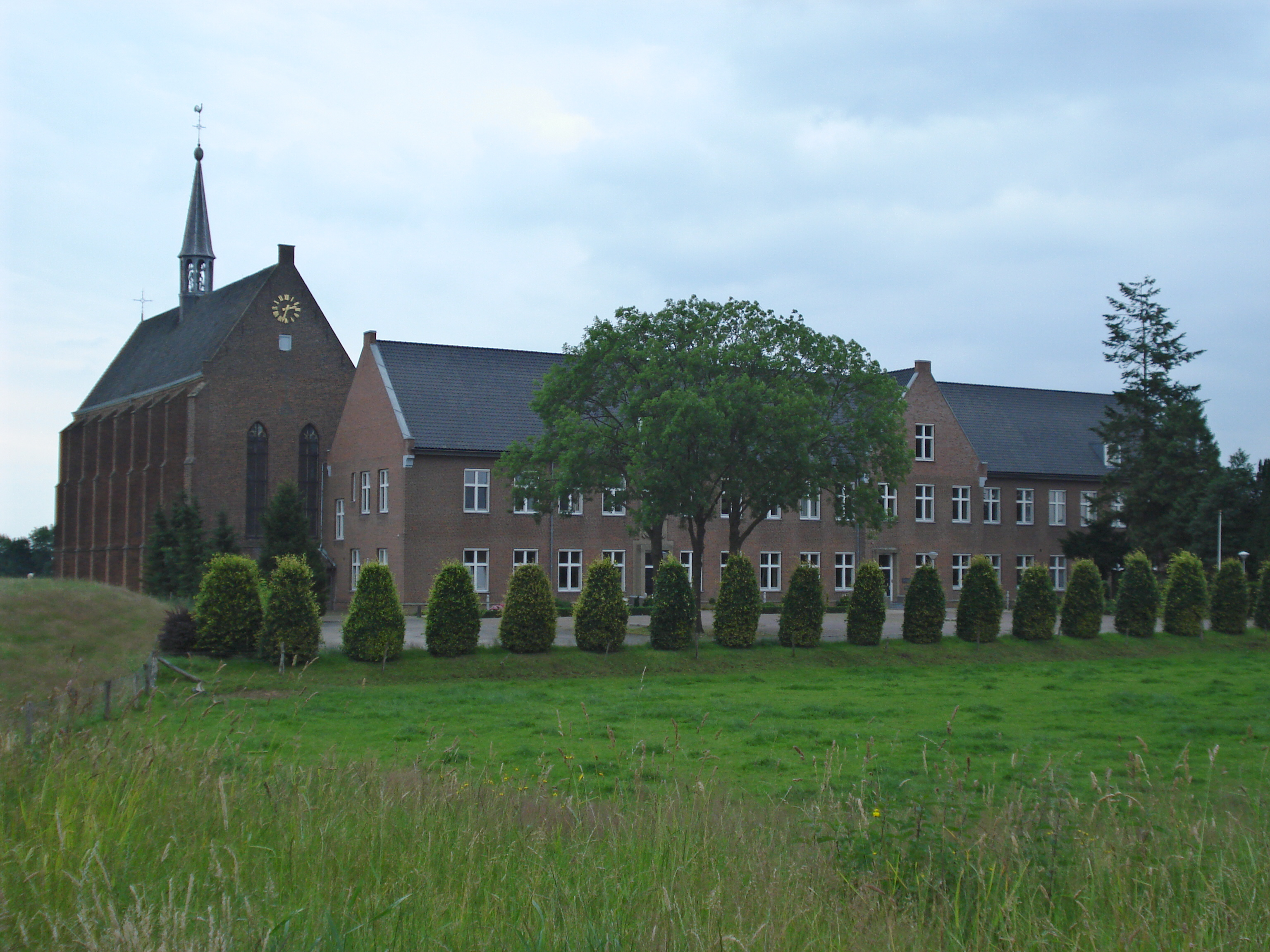
Vue du couvent

Le roi Guillaume II lève cette interdiction, et un prêtre diocésain, l'abbé van den Wijmelenberg, rejoint l'ordre et en devient le maître général pour le relever. Dès lors, de nouvelles vocations affluent. Les chanoines acquièrent des reliques de sainte Odile de Cologne, qui avait apparu à un frère de l'ordre au Moyen Âge et qui pour cette raison fort vénérée des chanoines. Leur église conventuelle devient donc un lieu de pèlerinage. Le couvent, qui était installé dans l'école, depuis la destruction de l'ancien couvent à la fin du XVIIIe siècle, devient trop petit et il est reconstruit en 1906 en style néogothique, tel qu'il est actuellement. L'ancienne école est visible à côté ainsi que les ruines de l'ancien couvent.
L'intérieur de la chapelle conventuelle brûle le 8 mai 1944, détruisant un patrimoine artistique de grande valeur historique, dont un calvaire du XIVe siècle et les trois autels. Elle est restaurée en 1949.
Aujourd'hui, le couvent est un édifice protégé du patrimoine historique. Les chanoines y ont installé une maison d'études et le provincialat de leur province d'Europe, placée sous le patronage du bienheureux Théodore de Celles. Ce couvent a été le point de départ de nombreux missionnaires au XXe siècle.
Depuis quelques années, le couvent abrite dans une partie du bâtiment un musée des collections du patrimoine monastique et du patrimoine des congrégations des Pays-Bas que certaines communautés, devenues trop pauvres pour les conserver, ont déposées ici, ainsi que les archives et de nombreux objets artistiques des croisiers d'Europe.

## Source
- (nl) Cet article est partiellement ou en totalité issu de l’article de Wikipédia en néerlandais intitulé « Kruisherenklooster Sint Agatha » (voir la liste des auteurs).